# 히카르두 바스 테
히카르두 바스 테(Ricardo Jorge Vaz Te, 1986년 10월 1일 ~ )는 포르투갈의 전 축구 선수이다.